# アグレガータ
アグレガータはアピコンプレックス門に属する寄生性原生生物。頭足類と甲殻類を宿主とするコクシジウムの1つ。分類学上はアグレガータ属(Aggregata)とし、そのうちAggregata octopianaがヨーロッパでマダコの養殖に被害を与えている。

## 形態
オーシストは大きく、内部に無数のスポロシストを含んでいる。スポロシストは直径8～9 µmで、中には3つ以上のスポロゾイトが含まれている。オーシスト壁は薄く、頭足類の糞便中にはスポロシストが放出される。

## 生活環
甲殻類（特にカニ）がオーシストを摂取すると消化管でスポロゾイトが脱出して腸管上皮細胞を通り抜け、粘膜下リンパ組織で無性生殖を行う。頭足類が感染した甲殻類を摂食すると、メロゾイトが消化管外へ脱出して結合組織で有性生殖を行う。したがって、甲殻類が中間宿主、頭足類は終宿主である。

## 分類
コクシジウムのうち、連接が見られないことからアイメリア類とみなされてきた。しかし約200遺伝子を用いた大規模な分子系統解析によれば、アピコンプレックス門の基部から分岐してコクシジウムや無コノイド綱に対して姉妹群となる系統に属している。
10種が知られている。
- Aggregata andresi[4]
- Aggregata bathytherma[5]
- Aggregata dobelli - ミズダコ[6]
- Aggregata eberthi - ヨーロッパコウイカ
- Aggregata kudoi - ミナミハリイカ
- Aggregata millerorum[6]
- Aggregata octopiana - マダコ[7]
- Aggregata patagonica[8]
- Aggregata sagittata - ヨーロッパスルメイカ[9]
- Aggregata valdessensis[8]

### 近縁属
アグレガータ科には近縁の属としてMerocystisとSelysinaがある。
Merocystis Dakin, 1911
スポロシスト中には単独のスポロゾイトが生じる。ヨーロッパエゾバイ(Buccinum undatum)に寄生するMerocystis kathaeのみが知られている。
Selysina Duboscq, 1917
スポロシストの代わりにスポロゾイトを内包するheliosporeという構造がある。ホヤに寄生する3種が知られている。

## 歴史
学名が付けられたのは1875年で、タコから見出したオーシストに対しSchneiderがBenedenia octopianaと命名している。
ところがこの属名Benedeniaは魚類の外部寄生虫であるハダムシ類に先に命名されている。そこで代わりにBlanchardが1900年にLégeriaを提唱したが、これも前年に別の生物に使われていた。つづいて1902年にはLüheがEucoccidiumを、1903年にはJacquemetがLégerinaを提唱した。それ以外にKlossia属に含めるという説も有力であった。
現在使われているAggregataという属名は、1885年にFrenzelが甲殻類の体腔中に見出した寄生虫につけたものである。
LégerとDuboscqが、この2つが生活環の中で双方の宿主を行き来している同一生物であることを明らかにし、1906年にAggregata属に統合することを提唱した。